# Tempesta nel nido
Tempesta nel nido è un film muto italiano del 1926 diretto da Nino Valentini.